# 井口秋子
井口 秋子（いぐち あきこ、1905年11月1日 - 1984年10月2日）は、日本のピアニスト、ピアノ教育家。東京芸術大学名誉教授。夫は同じくピアニスト・ピアノ教育家の井口基成。結婚前の姓は澤嵜（さわざき）。

## 略歴
- 広島県呉市に生まれ、東京に育つ。
- 東京市本郷区（現・東京都文京区）の誠之小学校から青山師範附属小学校、府立第三高等女学校（現・東京都立駒場高等学校）を経て、東京音楽学校（現・東京芸術大学）でレオニード・コハンスキに師事。1927年に同校を卒業した後、同校で教職に就くとともに演奏活動を展開。さらに、ドイツに留学、レオニード・クロイツァーのもとで研鑽を重ねた。
- 帰国後、1936年に基成と結婚し、東京音楽学校を退職。基成との間に6子を儲けたが、1960年頃、基成の不貞が原因で離婚[2]。
- 1951年、東京芸術大学に復職。1955年、同教授。1973年、同名誉教授。
- 1984年10月2日、東京都で死去、78歳没。

訳書に「現代ピアノ演奏法」（ライマー・ギーゼキング著）がある。
息子の井口家成は物理学者で東京工業大学教授。

## 井口秋子に師事したピアニスト
- 有田千代子（チェンバロ奏者）
- 飯野糸穂子
- 井谷俊二
- 伊藤京子
- 稲川佳奈子
- 伊能美智子（ピアノ教育家）
- 井下洋子
- 岩井美子
- 岩崎淑
- 占部由美子
- 遠藤郁子
- 大畠ひとみ
- 大森智子
- 岡田敦子
- 岡原慎也
- 尾高遵子
- 加納文子
- 亀川豊秀
- 霧生トシ子
- 隈本浩明
- 児嶋一江
- 小林仁
- 小林睦子
- 佐々木恵子
- 佐藤やえこ
- 重野和彦
- 白川奈緒子
- 杉谷昭子
- 関晴子
- 田口千晴
- 竹内啓子
- 田崎悦子
- 谷口明子
- 千葉ゆかり
- 中務和美（ピアノ教育家）
- 秦はるひ
- 馬場和世
- 馬場那岐子
- 林秀光
- 樋口恵子
- 広瀬美紀子
- 藤村佑子
- 古旗由紀子
- 堀内伊吹
- 牧田知恵子（ピアノ教育家）
- 三上桂子
- 三木健嗣
- 三舩優子
- 宮下直子
- 村木ひろの（作曲家）
- 本村佳子
- 山崎孝
- 山本実樹子
- 楊麗貞
- 吉住理絵子
- 吉武雅子
- 依田正史

など多数。